# Cirkuše, Litija
Cirkuše so naselje v Občini Litija